# Описка
Опи́ска або о́гріх (при написанні тексту) — це помилка, допущена під час написання особистої кореспонденції або документу, яка, як правило, є ненавмисною та залишається непоміченою й невиправленою. Така помилка є класичним прикладом лат. lapsus calami. Якщо письмова помилка залишається невиправленою під час набору тексту для друку, рецензування та наступних коректорських перевірок, наприклад, при публікації книги або газетної статті, вона перетворюється на друкарську помилку. 

## Описка в судочинстві
Попри відсутність законодавчо встановленого визначення, у судовій практиці термін «описка» використовується для позначення механічної, мимовільної граматичної помилки, допущеної під час письмово-вербального викладу судового рішення. Зазвичай до описок відносять помилки, пов’язані з неправильним написанням слів чи цифр. При цьому виправленню підлягають лише ті помилки, що мають істотний вплив на зміст документа, зокрема, неточності у написанні прізвищ, імен, адрес, найменувань майна, а також при зазначенні дат і строків. Граматичні помилки, які не спотворюють текст судового рішення та не впливають на його правильне розуміння (наприклад, невірне розташування розділових знаків або відмінкові помилки), описками не вважаються.